# アウグスト・マリッチ
アウグスト・マリッチ（August Marić、1885年3月25日 - 1957年11月17日）は、オーストリア＝ハンガリー帝国、ユーゴスラビア王国、クロアチアの軍人。最終階級は中将。
1904年8月、オーストリア＝ハンガリー帝国の少尉に任官。第一次世界大戦中には、帝国軍の参謀も務めている。戦間期から第二次世界大戦初頭にかけてはユーゴスラビア王国軍に将官として勤務。1940年、王国軍の中将に任官され、サヴァ師団を指揮した。
1941年4月10日のクロアチア独立国建国と共に、クロアチア軍（ドモブラン）に入隊し、翌11日、マリッチの指揮の下、クロアチア軍が編成された。クロアチア軍は、5個師団区（サヴァ、オシエク、ボシース、ヴラバス、ヤドライス師団区）に分かれた。同年11月1日、クロアチア軍の再編が行われ、ヴラディミル・ラクサと交代した。
1941年から1942年まで、ドモブラン最高司令部長。しかし、クロアチア独立国における支配勢力であったファシズム政党ウスタシャと対立し、1942年中盤、国有財産横領、収賄の嫌疑で起訴され、罷免・逮捕された。